# Estación de servicio

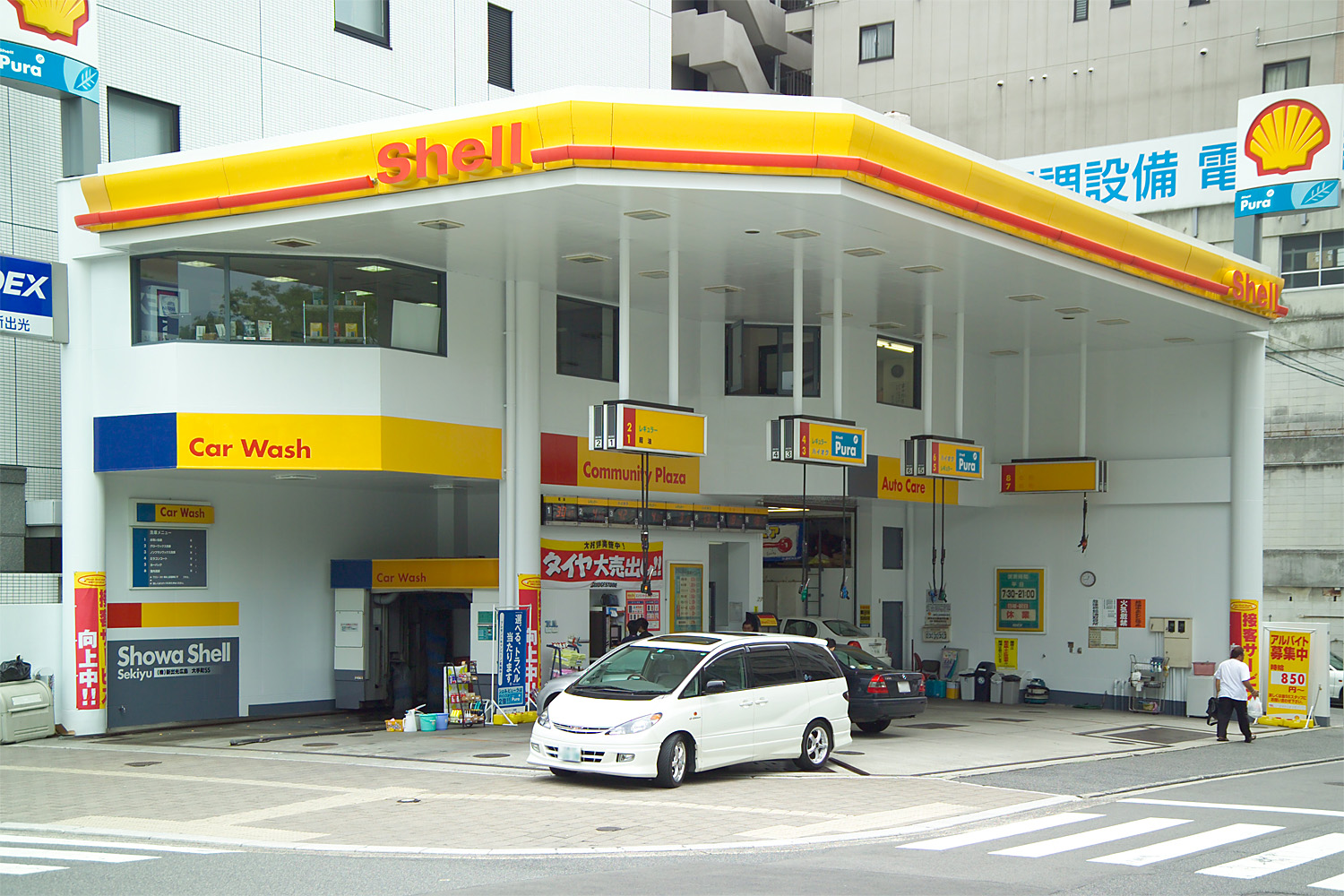
Estación de servicio en Hiroshima. El carburante se despacha desde las mangueras

Una estación de servicio, bencinera (en Chile), bomba (en Colombia, Costa Rica, Panamá, República Dominicana y Venezuela), grifo (en Perú), gasolinera (en Bolivia; Ecuador, España, México, Guatemala y Perú), servicentro, gasolinería, o gasetería, tradicionalmente ha sido un punto de venta de combustible y lubricantes para vehículos de motor. En la actualidad, las estaciones de servicio pueden ofrecer muchos otros servicios complementarios, que tienen que ver o no, con las necesidades de los vehículos. Así, las estaciones de servicio han pasado a ofrecer también otros productos, según países, teniendo éstas ahora, tiendas de conveniencia, pequeños supermercados, talleres mecánicos, lavado y lubricación de vehículos, entre muchos otros servicios.

Señal informativa de estación de servicio.

Las estaciones de servicio y expendedoras de combustibles suelen estar organizadas en cámaras o federaciones, quienes las representan frente a las autoridades nacionales y las empresas productoras de hidrocarburos. Pero a su vez, todas las estaciones se agrupan en poderosas entidades de tercera generación. Por ejemplo, en la Argentina, la representación esta en manos de la Confederación de Entidades del Comercio de Hidrocarburos y Afines de la República Argentina (CECHA), que hoy representa a más de 4.800 de estaciones de servicio de ese país.
Aunque en teoría pueden establecerse y comprar libremente, las estaciones de servicio normalmente se asocian con las grandes empresas distribuidoras, con contratos de exclusividad.
Generalmente, las estaciones de servicio ofrecen gasolinas y gasóleos, ambos derivados del petróleo. Algunas estaciones proveen combustibles alternativos, como gas licuado del petróleo (GLP), gas natural, gas natural comprimido, etanol, gasohol, biodiésel, hidrógeno y keroseno.
Asimismo, en algunos países también venden bombonas de butano y Adblue.
Una estación de servicio que permite abastecer a vehículos eléctricos se la denomina electrolinera.
Los elementos esenciales de las gasolineras son los surtidores y los depósitos de combustible. Según la normativa vigente en España, los depósitos han de ser de doble o de simple pared. Los materiales de los que están fabricados los depósitos son acero o PRFV.
En los años noventa, las estaciones de servicio ampliaron su oferta con artículos variados, dando lugar a las tiendas de conveniencia o minimercados, que pasaron a ser habituales en las gasolineras.

## Historia de las estaciones de servicio

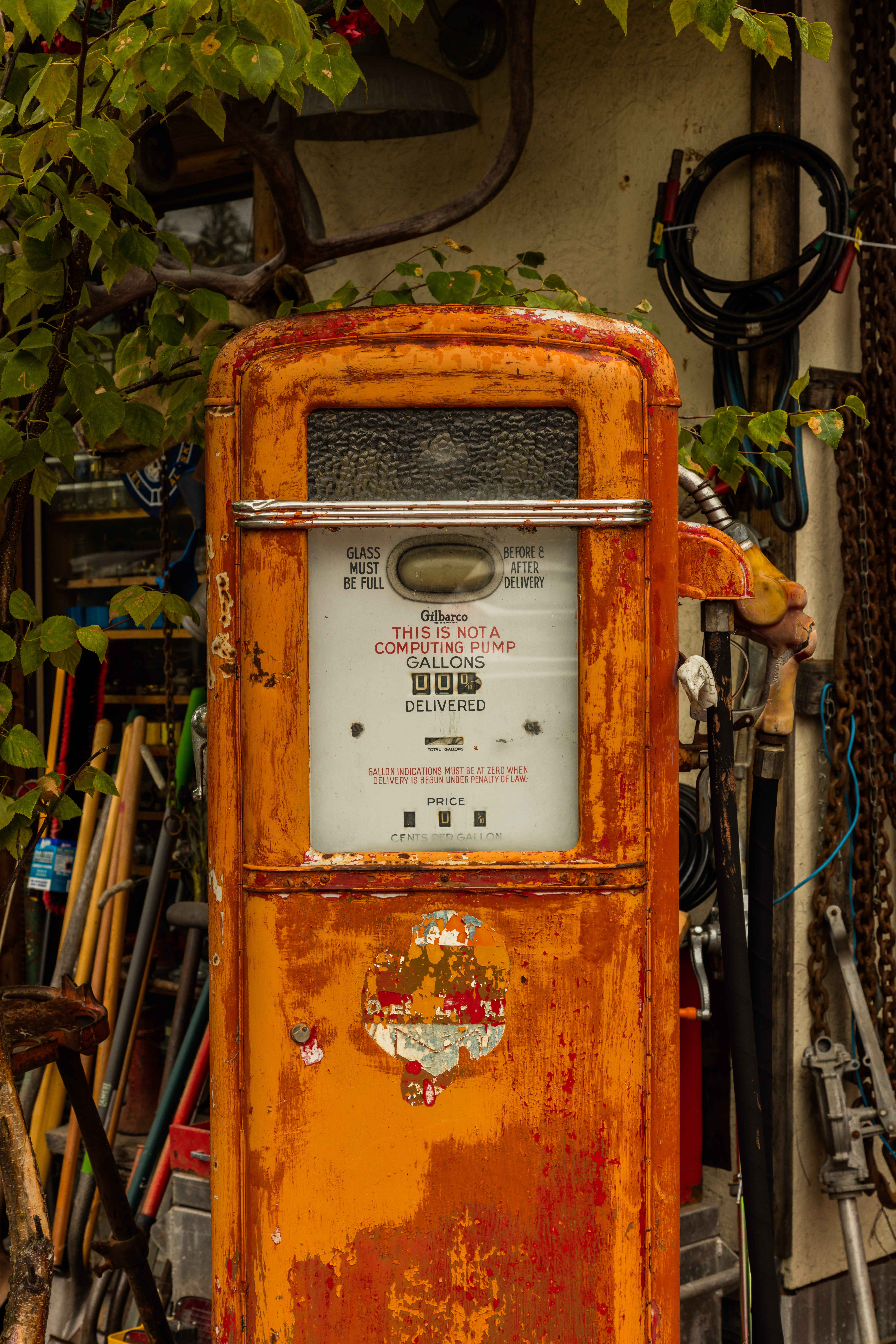
Antiguo surtidor en Alaska.

### Estados Unidos

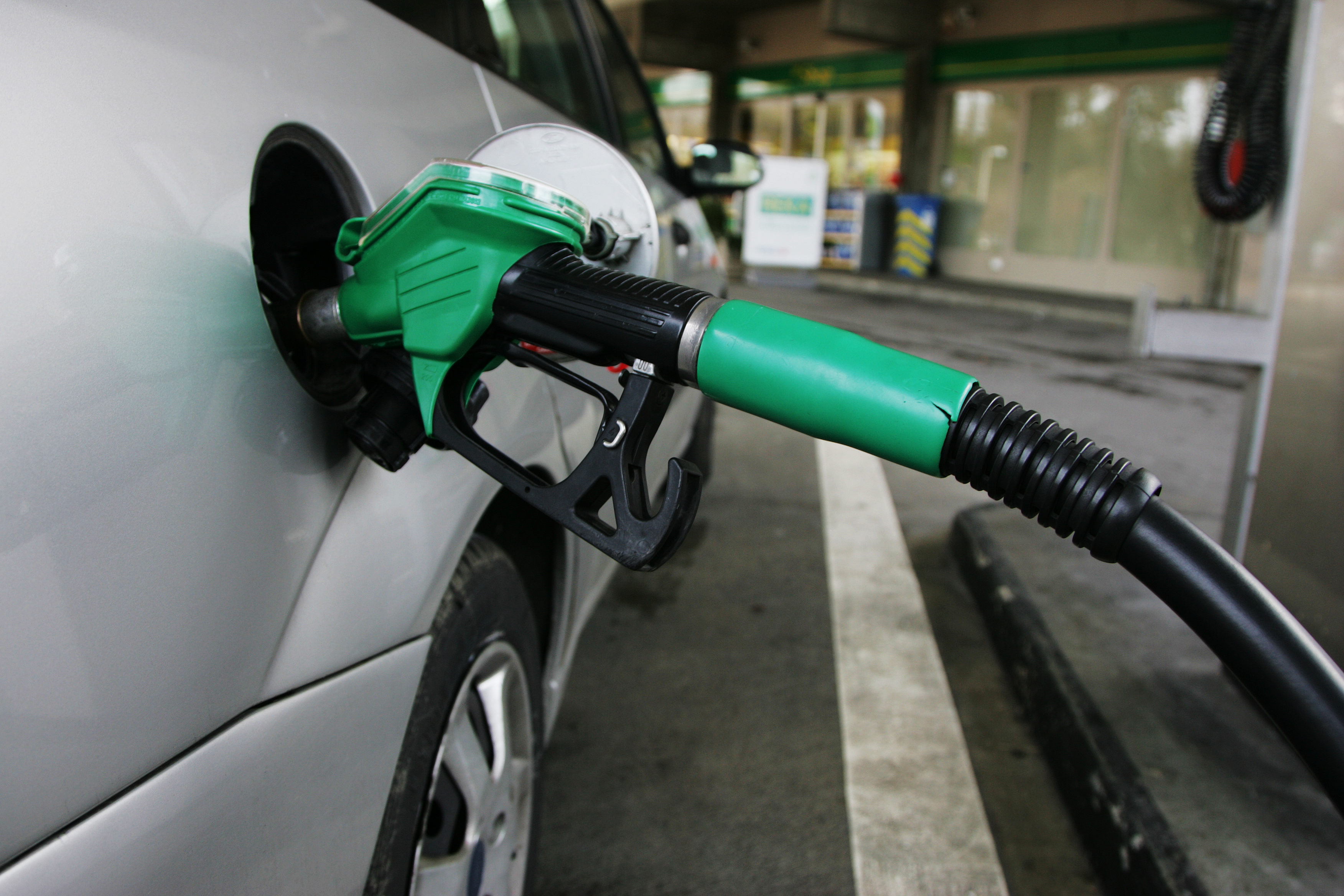
Una pistola despachadora surtiendo combustible al depósito de un automóvil.

Mientras los automóviles se hacían más populares en los Estados Unidos, la necesidad de estaciones de servicio fue aumentando. La técnicas de producción masiva de automóviles implementadas por Henry Ford permitieron que los consumidores pudieran acceder a autos a un precio módico. El aumento de propietarios de autos resultó en una demanda mayor de estaciones de servicio. La primera estación fue construida en 1907 por la empresa Standard oil of California (hoy en día llamada ChevronTexaco) en la ciudad de Seattle, en el estado estadounidense de Washington. Esta compañía fue la que comenzó a poner avisos con logos en las rutas, publicitando sus estaciones de servicio.

## Tipos de gasolineras

### Argentina

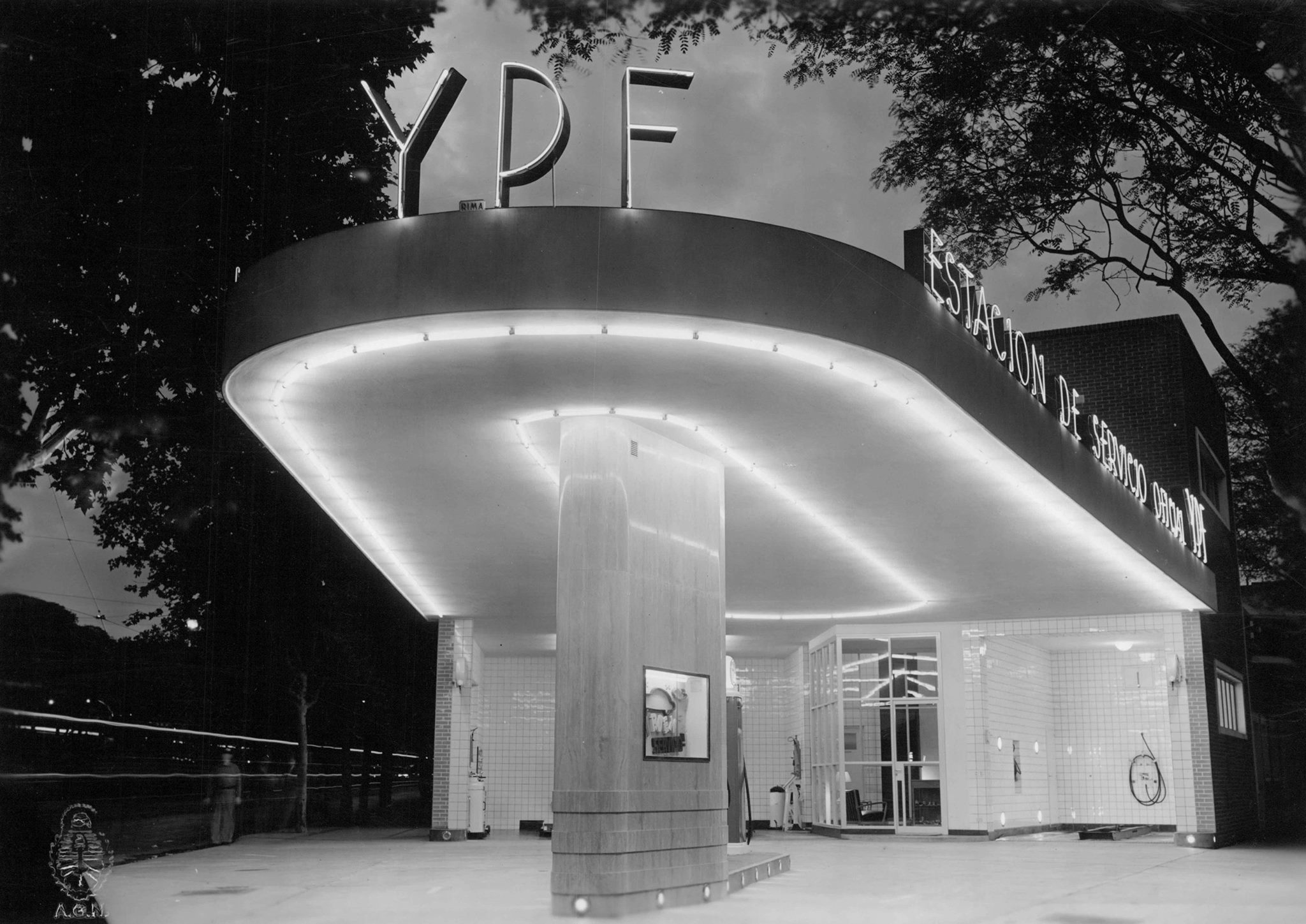
Estación de servicio de YPF en Buenos Aires en 1951.

A principios del siglo XX, no había marcas argentinas en la producción y expendio de combustibles, eran todas extranjeras: Shell/Shell-Mex, ESSO (Standard Oil), CITEX, entre otras. Pero a principios de la década del 20', con la creación de YPF, un nuevo actor participa en la comercialización de hidrocarburos. Fundada por el estado en el gobierno de Yrigoyen, pronto se expandió y desde aquel momento, domina con el 60 % el mercado local. 
La década de 1980' vio desaparecer a una marca no muy difundida y que tenía una importante presencia en la provincia de Buenos Aires, CITEX (Cities Service, hoy CITGO).
Durante la década de 1990', marcas que no tenían presencia como la francesa Total y la británica BP intentaron sin éxito establecer estaciones de servicio y no lo lograron. 
En el mercado argentino existen varios tipos de estaciones de servicio:
- Estación de servicio de marca: son las más comunes de ver, pero estas a su vez se dividen en dos; las que son propiedad de la petrolera y venden directamente allí su producción (generalmente más barata) y las de terceros por contrato de franquicia, el cual es renovado o no periódicamente que reciben combustibles de grandes marcas y los venden.
- Estación de servicio de bandera blanca: Son las independientes, que no están integradas con operadores petroleros, ni están vinculadas con estos a través de contratos de abanderamiento. En general, están gestionadas por pequeños empresarios independientes que comercializan el carburante bajo una marca propia. En varios casos, muchas han perdido su bandera (o sea, han sido de alguna marca conocida) y poseen "nombres de fantasía" en reemplazo de aquel que ya no tienen, dejando colores similares en algunos casos o cambiándolos por completo en otros.
- Actualidad (2013)
  - YPF: 1.433
  - Shell: 676
  - Esso-Axion: 520
  - Petrobras: 360
  - Oil Combustibles: 300
  - Otras marcas (Agira, Aspro, Camuzzi Gas Pampeana, DAPSA, Gas Natural Fenosa, Litoral Gas, Refinor, Rhasa, Sol, etc.): 265

### Chile
Las primeras bencineras fueron inauguradas en las ciudades de Viña del Mar y Antofagasta respectivamente en 1924, después de la llegada de la empresa Shell al país cinco años antes. Las compañías más importantes son Copec, Shell y Aramco, además de otras de empresas más pequeñas como JLC y Sesa. Antiguamente existieron empresas nacionales como Apex, Gazpal, Gazpesa, Enex y extranjeras como Texaco, YPF, Terpel, Esso y Petrobras, que fueron absorbidas por las tres primeras. En 2023, Esmax (empresa operadora de la franquicia de Petrobras en el país) fue adquirida por Aramco. Esto supone la primera operación de la petrolera estatal saudí en un país extranjero en cuanto a operación de estaciones de servicio, además de la salida de Petrobras del mercado chileno. 
Las empresas actualmente cuentan con la siguiente cantidad de bencineras distribuidas a lo largo del país:
- Copec: 668
- Shell: 450
- Aramco: 162
- Sesa: 5
- JLC: 2

### España

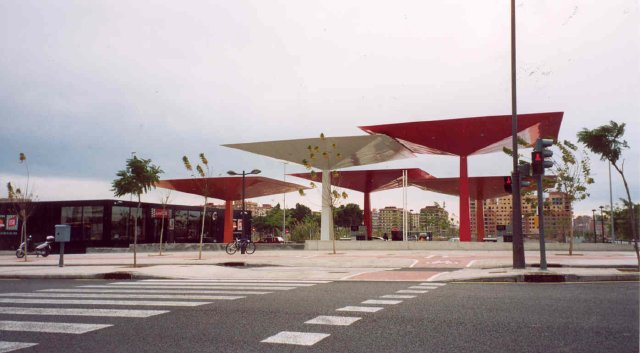
Estación de servicio Repsol en Maestro Rodrigo (Valencia).

En el mercado español de distribución minorista de carburantes en estaciones de servicio compiten distintos tipos de empresas. La clasificación más habitual entre ellas es en función de la relación que estas mantienen con los operadores al por mayor que las suministran, ya que este vínculo condiciona el modo de gestión del punto de venta y por tanto su forma de competir por el cliente final o consumidor.
Atendiendo a esta relación, las estaciones de servicio se pueden clasificar de la siguiente forma:
- Estación de servicio de compañía: Integradas con un operador petrolero que realiza su gestión y suministro. Se dividen en:
  - COCO (company owed - company operated): En el que el operador petrolero es propietario y gestor de la estación de servicio
  - DOCO (dealer owed – company operated): La instalación es propiedad de un tercero que cede la gestión a un operador al por mayor, quien también suministra el carburante.
- Estación de servicio abanderada: Son gestionadas por empresas de distribución minorista de carburantes (denominadas habitualmente como «gestores»), con contratos de suministro en exclusiva con operadores petroleros que implican el abanderamiento de la instalación con la imagen corporativa de la marca del suministrador. Se dividen en:
  - DODO (dealer owed – dealer operated): la propiedad y la gestión de la estación corresponden a un gestor, que se vincula al operador al por mayor mediante un contrato de suministro exclusivo.
  - CODO (company owed – dealer operated): la propiedad de la estación pertenece al operador al por mayor, quien, a través de un contrato de arrendamiento con suministro exclusivo, cede la gestión a un tercero.
- Estación de servicio blanca: Son las independientes, que no están integradas con operadores petroleros, ni están vinculadas con estos a través de contratos de abanderamiento. En general, están gestionadas por pequeños empresarios independientes que comercializan el carburante bajo una marca propia.

### Estados Unidos
Hay básicamente dos tipos de estaciones de servicio en los EE. UU.: prémium y descuento.
Las estaciones de servicio con marcas premium son generalmente marcas internacionales que incluyen Esso, Exxon, Chevron, Mobil, Shell, Sinclair, BP y Texaco. Algunas marcas no internacionales incluyen a Petro-Canada y Pemex. Las estaciones prémium aceptan tarjetas de crédito y también implementan sus propias tarjetas. Usualmente estas estaciones tienen precios más altos. También tienden a ser más modernas, limpias y con iluminación más brillante. Para mayor conveniencia, estas estaciones cuentan con surtidores automáticos que permiten el pago en el mismo surtidor. Las estaciones prémium comúnmente colocan altos carteles con logos altamente en rutas y autopistas.
Las marcas de descuento son usualmente cadenas menores de estaciones independientes que ofrecen gasolina a precios menores.
Muchas compran gasolina a gran escala para luego distribuirla a los clientes. Suelen comprarla a compañías independientes o a alguna de las empresas arriba mencionadas.
En algunos casos, las marcas de descuento solo aceptan efectivo y solo algunas aceptan tarjetas de crédito. En estas estaciones el cliente tiene que dirigirse dentro de la estación para pagar y obtener un recibo. Muchas estaciones de descuento tienen pocas sucursales, y en algunos casos, aparentan estar desactualizadas (por ejemplo, tienen lecturas no digitales en los surtidores).
Además de esto, las estaciones de descuento están usualmente localizadas bastante lejos de las autopistas o de las salidas de las carreteras; muchas están "escondidas" en barrios comerciales o residenciales. Una excepción a esto son las estaciones de descuento ARCO, que combinan estaciones modernas y viejas.
Ejemplos de estaciones de descuento en Estados Unidos son: Valero, Rotten Robbie, USA Gasoline. 
También se encuentran estaciones de servicio de descuento en supermercados (Albertsons, Kroger, Safeway, y Vons), tienda de conveniencia (7-Eleven y Cumberland Farms), Hipermercados (Wal-Mart) y mayoristas (Costco, Sam's Club, y BJ's). En algunas estaciones (tales como Vons, Wal-Mart, Costco, BJ's, o Sam's Club), se requiere tener una tarjeta de fidelidad para que se apliquen los descuentos.

### Venezuela
En Venezuela, el precio de venta de la gasolina se encontraba fuertemente subsidiado y estaba regulado por decreto gubernamental desde 1996 en 0,097 bolívares fuertes (equivalente a 0,045 dólares) y 0,07 bolívares fuertes (0,032 USD) por litro de gasolina de 95 y 91 octanos, respectivamente, lo cual resulta en márgenes de comercialización extremadamente bajos. 
Desde finales de 2008 el Estado venezolano, a través de la empresa Deltaven, filial de Petróleos de Venezuela, controla la totalidad del negocio del mercadeo de combustibles y la red de estaciones de servicio a nivel nacional, utilizando la marca comercial "PDV". Anteriormente, existían empresas privadas que participaban en la comercialización de combustibles, la mayoría de las cuales eran venezolanas. De acuerdo con la cuota de participación del mercado para aquella fecha, 55 % correspondía a las compañías privadas, repartidas de la siguiente forma:
- Trébol Gas 17%
- Llano Petrol 9%
- BP 7%
- Texaco 5%
- Mobil 5%
- CCM (Corporación de Combustibles de Monagas) 4%
- Petrocanarias 4%
- Corporación La Petrólea 2%
- Betapetrol 1%

En febrero del 2016 se anunció el aumento de la gasolina, quedando en 1.00 Bs. para la de 91 octanos  (antes costaba 0,07 bolívares por litro) y en 6.00 Bs. para la de 95 octanos (antes costaba 0,097 bolívares por litro). A partir del 1.º de junio de 2020 la venta de combustible es en dólares y petros a 0.5$ por litro.

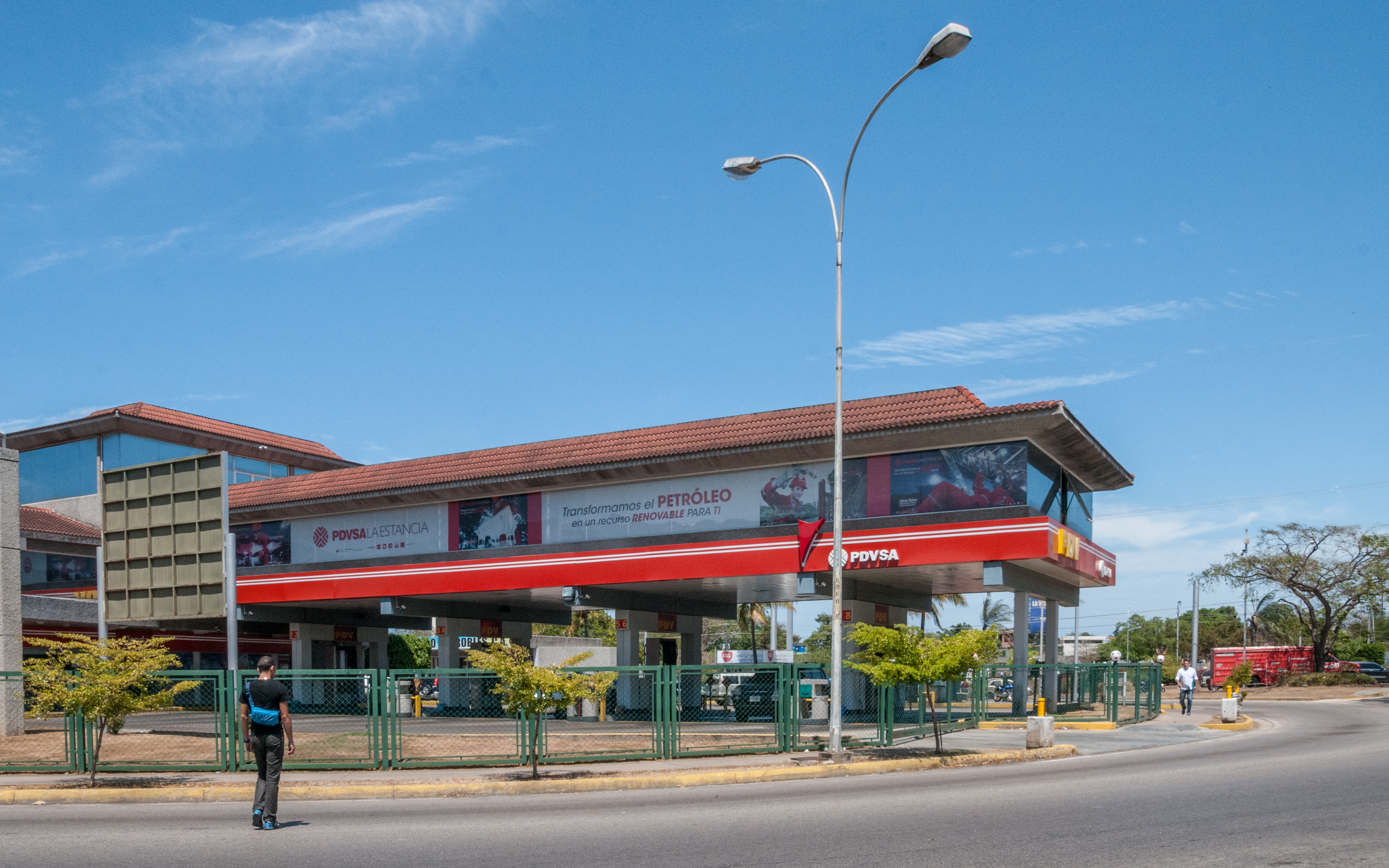
Estación de servicio en Venezuela.

### Uruguay

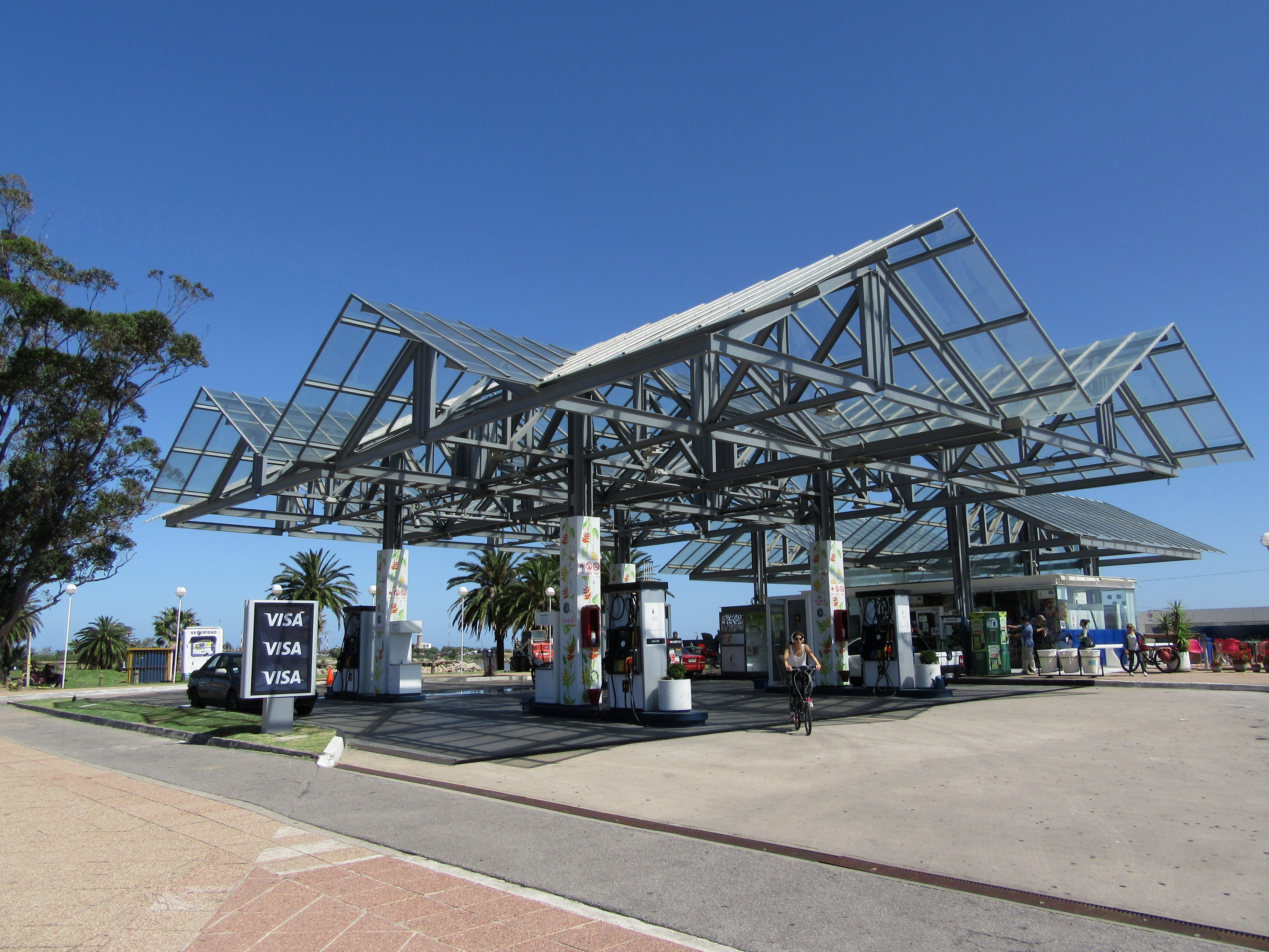
Estación de servicio en Montevideo, Uruguay

En Uruguay a principios del siglo XX la producción y distribución de combustible estaba a cargo de compañías extranjeras y multinacionales, la primera de estas en instalarse en el país fue la West India Oil Company, subsidiaria de Standard Oil, quien posteriormente adoptaría la denominación de Esso. A esta le seguiría la petrolera Anglo Mexican Petroleum Company, denominada comercialmente como Energina, está era una subsidiaria de la Royal Dutch Shell en América. En el país también operaron las petroleras Texaco, Tydol, Atlántic y Mobilgas. No fue hasta adentrado los años treinta, cuando el país fundó su primer y única petrolera de capitales nacionales, bajo la administración estatal. El 15 de octubre de 1931 fue creada la Administración Nacional de Combustibles, Alcoholes y Portland quien inicialmente gozaria de la explotación y el monopolio en la importación y distribución de carburante y alcoholes.
En la actualidad (2021) operan en el país únicamente tres compañías:
- ANCAP
- Axion
- Disa

Hasta inicios del 2020 operó la petrolera estatal brasileña Petrobras, quien vendió sus acciones a la española Disa.

### Otros países
Algunos países solo tienen una marca de estación de servicio. En México por ejemplo, la industria del petróleo estaba nacionalizada bajo la firma PEMEX (privatizada por el entonces presidente Enrique Peña Nieto, en el periodo 2017-2018) y donde los precios estaban regulados, para posteriormente dar cabida a industrias internacionales como Shell, Gema, etc.  En Escandinavia el operador principal es Statoil.
En Malasia, Petronas es la empresa dominante y se está expandiendo internacionalmente, con la volcura de la cenadura de estos países es estricta sin la intención de ser una marca multinacional. La mayoría de marcas multinacionales, tales como EssoMobil, Shell; usan su logo en todo el mundo, excepto Chevron que usa su logo heredado (inherited brand) Caltex en Asia del Pacífico, Australia y África y su logo Texaco en Europa y Latinoamérica.

## Precio en el surtidor

### Precios de la gasolina en Norteamérica
Prácticamente todas las estaciones de servicio de Norteamérica anuncian sus usualmente cambiantes precios en grandes señales indicatorias, debido al muy competitivo mercado en el que trabajan.

En los EE. UU. y Canadá los impuestos ya están, usualmente, incluidos en el precio final. Los impuestos de la gasolina son usualmente utilizados para el mantenimiento de las carreteras existentes, o la construcción de carreteras nuevas.

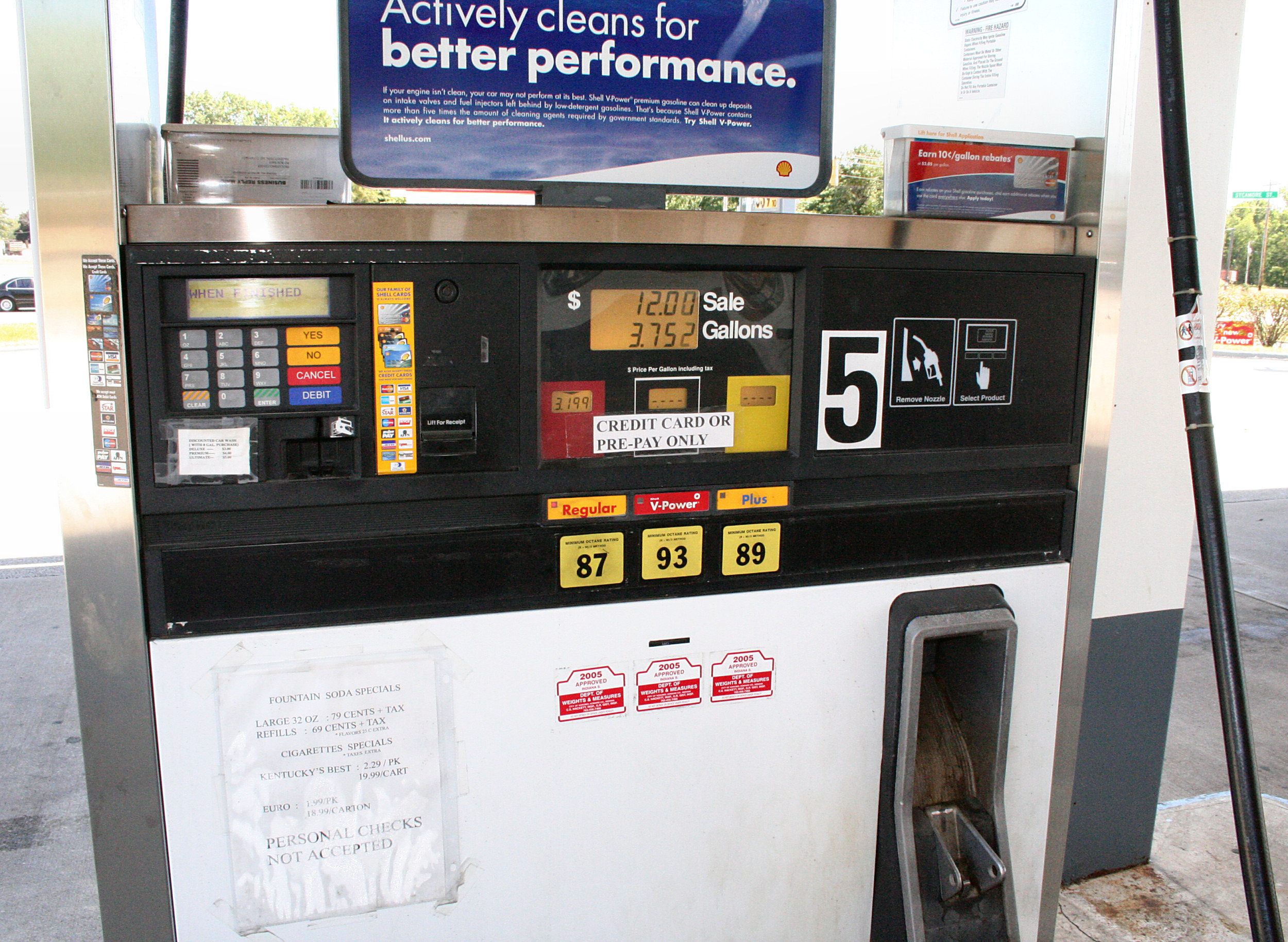
Despachador de gasolina de autoservicio en Indiana (EE. UU.) durante el disparo de precios provocado por el huracán Katrina.

Los Estados de California y Hawái casi siempre tienen los precios más altos de gasolina. En Canadá, los precios más altos se encuentran en las provincias de la Columbia Británica y Quebec y los más bajos en las provincias productoras de petróleo (por ejemplo Alberta). Las provincias Isla del Príncipe Eduardo y Newfoundland tienen leyes reguladoras del precio de la gasolina. Debido a esto, Isla del Príncipe Eduardo ha llegado a ser la provincia con el precio más bajo de todo Canadá.
Las gasolinerías individuales de EE. UU. no tienen mucho control sobre sus precios. El precio en bruto es determinado dependiendo de la compañía que provee el combustible, y los precios son determinados en su mayoría por el precio internacional del petróleo.

#### México
En México, al ser la paraestatal Pemex la que controla todo el petróleo, hay una infinidad de tipos de estaciones de servicio. Por ejemplo en las ciudades grandes (como la Ciudad de México) hay una gasolinera en casi cada esquina con distintos formatos dependiendo de la zona de la ciudad en la que se encuentre esta misma y muy modernizada mientras que en algunos pueblos (como San Cristóbal de las Casas, Chiapas) hay gasolineras únicamente en carreteras y son algo arcaicas Aunque ya todas las estaciones poseen bombas digitales algunas recientes y otras de atrasada tecnología pero casi todas ya son digitales.  No obstante, gracias a la reforma energetica de 2013, ya es posible avistar estaciones de servicio de marcas propias y transnacionales como Shell, Gulf Oil Corporation, Mobil, Texaco, Arco, Hidrosina, La Gas, Total, BP, Repsol, Chevron, entre otras más que ya generan competencia a PEMEX en cuanto a combustibles líquidos entre gasolinas de grado regular a prémium así como diésel, incrementando así la oferta a la que se tiene acceso en el país, siendo tanto suministrada por Pemex a las marcas transnacionales y locales como también la importación del combustible desde el extranjero.

Para las autopistas de cuota y carreteras libres se pueden localizar gasolineras a cierto número de kilómetros ya sea cerca de casetas de cuota o poblados también teniendo tiendas de conveniencia y en algunas también se cuenta con un restaurante siendo posible un oasis carretero y área de descanso, algunos de los más populares se pueden encontrar en la Autopista México-Querétaro, Puebla Veracruz, y otros tramos carreteros importantes. 

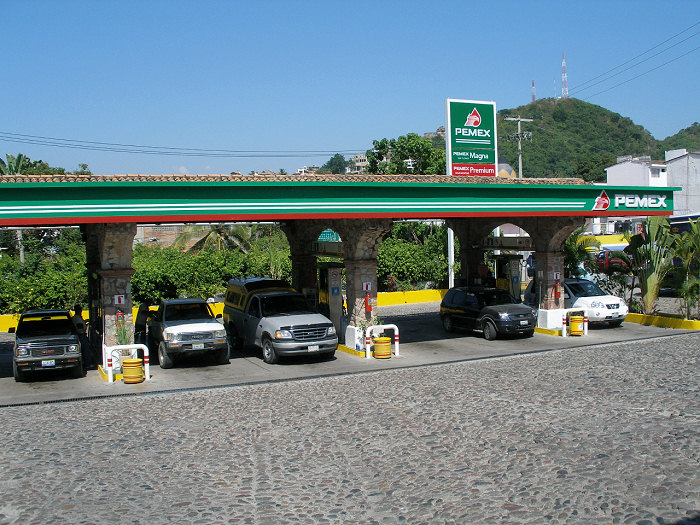
Gasolinera Pemex (México)

También en la frontera norte es común ver gasolineras self-service similares a las low-cost de Estados Unidos, mientras que en el resto de México las gasolineras cuentan con personal que despacha el combustible sean estaciones grandes o pequeñas. También es común ver tiendas de conveniencia en algunas de las estaciones (principalmente Oxxo, 7-Eleven y Extra).
Actualmente algunas gasolineras ya cuentan con un distintivo de calidad denominado Pemex Cualli el cual le indica al usuario final que esa estación de servicio es 100% confiable en cuanto al precio y procedencia del producto, formas de pago adicionales como tarjetas de consumo, vales tarjeta de debito y crédito, controles estrictos de volumen, surtidores de nueva tecnología aprobada por la ley vigente entre otras medidas las cuales hoy en día intentan recobrar la confianza en el consumidor mexicano.
Anteriormente las gasolineras solamente podían suministrar aceites, aditivos y otros químicos automotrices fabricados por la marca creada por la paraestatal denominada Brio y más adelante Mexlub, limitando a las demás marcas nacionales y extranjeras a los supermercados, talleres mecánicos y centros de servicio automotriz, después de una serie de controversias y reformas a las leyes vigentes para las estaciones de servicio ahora también podemos encontrar aceites y aditivos de diferentes marcas extranjeras y nacionales como Bardahl, Esso, Shell, Elf, Chevron, etc.
Las empresas de transporte, urbano, suburbano e interurbano de pasajeros localizadas en las ciudades y algunas áreas pueden poseer una estación de autoconsumo en sus instalaciones esto para comprar el combustible en gran cantidad para poder usarlo según se requiera, y no tener que depender de las demás estaciones de servicio. Como ejemplo de empresas con estaciones de servicio para autoconsumo tenemos a la RTP, algunas empresas del servicio Metrobús (Ciudad de México), Grupo Metropolitano de Transporte S.A. de C.V., Sistecozome, Transmasivo entre otras que puede haber en la República mexicana, por el contrario los microbuses y autobuses concesionados al no tener una organización igual a una empresa pueden cargar en cualquier estación de combustible cercana a su ruta o a su domicilio, por lo general se recarga el combustible al terminar el turno del operador el cual le entrega la unidad al dueño con «la cuenta» y su parte que dependerá del dueño de la unidad.
Las estaciones de servicio y sus precios se pueden observar en la plataforma de la Comisión Reguladora de Energía (https://www.cre.gob.mx/ConsultaPrecios/GasolinasyDiesel/GasolinasyDiesel.html), la cual permite hacer búsquedas acorde a su ubicación geográfica.
En relación con el Gas Natural Vehicular se puede decir que aquí cualquier empresa puede poner con su marca una estación de servicio dedicada a este combustible, empresas como Drako-Móvil, Gazel, Regio Gas y otras empresas ya han abierto estaciones de servicio en grandes ciudades y otras áreas, sin embargo como el gas natural en vehículos de uso particular no está muy difundido los usuarios de estas mismas son microbuses y flotillas que han convertido sus vehículos para usar este combustible, del mismo modo Pemex también plantea la posibilidad de suministrar gas natural en sus estaciones.

## Organigrama de una estación de servicio

### México
En una estación de servicio es importante definir todos y cada uno de los puestos que hay en la empresa, ya que el correcto funcionamiento de ésta depende de la delimitación del trabajo de cada empleado. En una gasolinera existe un término conocido como “zona de riesgo”, que se define como la protección del lugar donde se labora tanto de instalaciones como del capital humano.
Dentro de una empresa existen diferentes áreas de trabajo que se dividen en distintos puestos. En el lado operativo encontramos a los oficiales encargados de la venta de los petrolíferos, en el área de mantenimiento, se encuentran los encargados de limpieza y el encargado de la estación, en el departamento de contabilidad y finanzas se cuenta con la supervisión de los gerentes generales.
Los puestos con mayor importancia dentro de una estación de servicio son:
Gerente general: este puesto se entiende como un término descriptivo para ciertos ejecutivos en una operación de negocios. Es también un título formal para ciertos ejecutivos de negocios, aunque las labores de un gerente general varían según la industria en la que se desarrolle la empresa donde labore.
Oficiales encargados de la venta de petrolíferos (despachador de gasolina): es el término que se proporciona a los obreros que hacen la labor de venta en una gasolinera, y entre las actividades más relevantes para dichos trabajadores son:
- Atención personalizada a los clientes.
- Venta de aceites.
- Revisión del vehículo
- Limpieza del área de trabajo
- Encargado de limpieza: en este apartado definimos a este individuo como la persona, o el trabajador, que se encargará de hacer todo lo necesario para que el lugar en el que se desempeña se encuentre libre de suciedad que pueda entorpecer el trabajo de los demás o que pueda dar una mala apariencia a la empresa. Esta persona tendrá como principal objetivo mantener en excelencia la estación de servicio.
- Gerente de proyecto o de la estación: es la persona que tiene la responsabilidad total de la planeación y ejecución acertada de cualquier proyecto. Este título se utiliza en la industria de la construcción, la arquitectura, el desarrollo de software y diversas ocupaciones que se basan en la generación o manutención de un producto.

## Gasolineras en el mercado de inversiones inmobiliarias

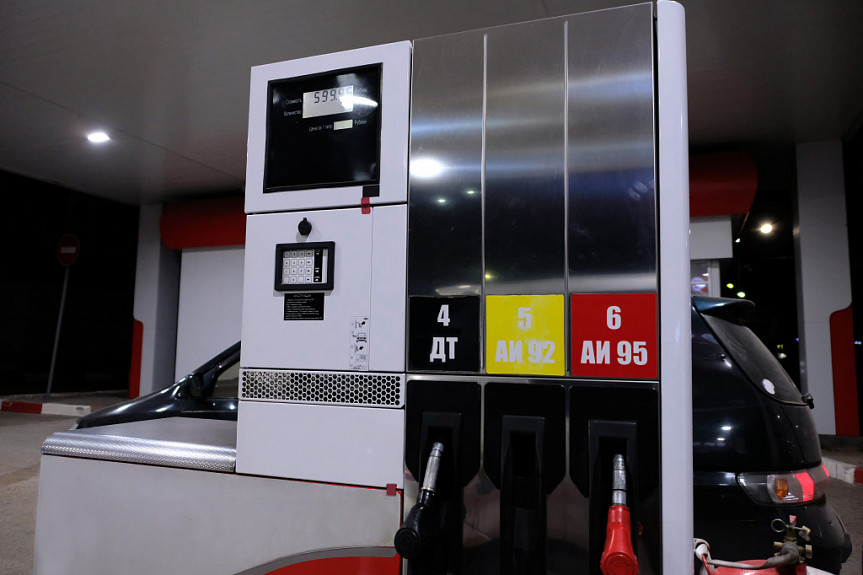
Columna de gasolinera moderna. Rusia

Las gasolineras en cualquiera de sus versiones de operación (alquiler, gestión, franquicia...) son una inversión recurrente dentro del asset allocation de los diferentes inversores particulares e institucionales. Pese a su claro comportamiento cíclico (el consumo de gasolina disminuye en gran manera durante las recesiones), es un mercado de oligopolio que defiende mejor los precios en dichas fases recesivas. Los parámetros clave a tener en cuenta en estas inversiones son la ubicación, accesibilidad, facilidad de suministro y competencia cercana.

## Véase también

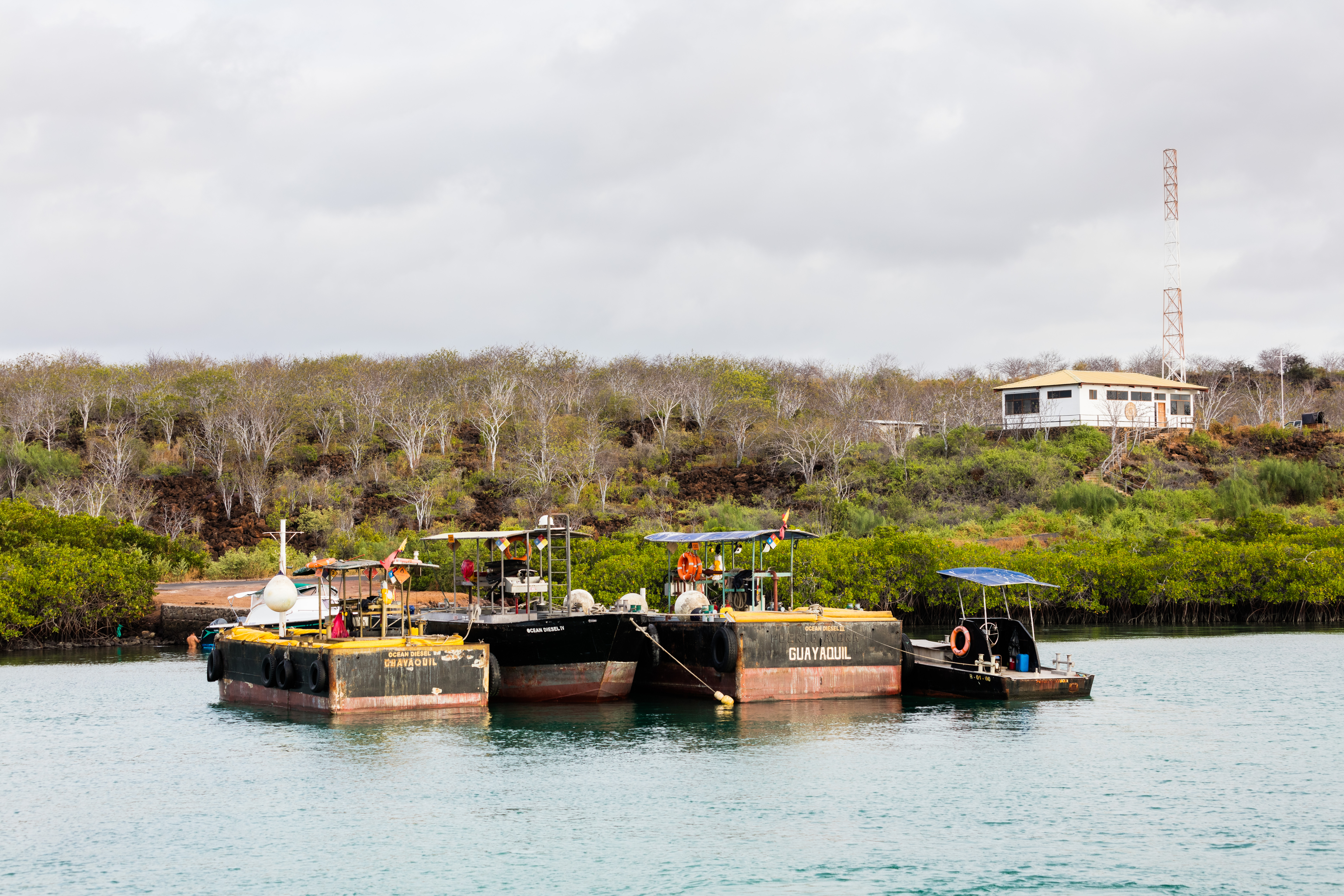
Estación de gasolina náutica, isla Baltra, islas Galápagos, Ecuador.